# Плавні (Полтавський район)
Пла́вні — село в Україні, у Решетилівській міській громаді Полтавського району Полтавської області. Станом на кінець 2007 року жителів в селі немає, але з реєстру населених пунктів воно не виключене.

## Географія
Село Плавні розташоване на північному заході від села Говтва. Як свідчать історичні дані, хутір Плавні було засновано у 1096—1098 роках на багатих природними ресурсами сучасної квітучої Полтавщини. Хутір займав площу 51,1 га на супіщаних ґрунтах. Вулиця із селянських хат-мазанок тяглася із півночі на південний схід на 3 км. Із заходу хутір був оточений лісами та заплавними сінокосами з безліччю маленьких озерець, бакаїв із болотяною рослинністю та чагарниками верболозу. Серед цієї зеленої, а навесні — квітучої краси, несе свої чисті води річка Псел, ліва притока Дніпра. Правий берег річки гористий, подекуди видніються навислі скелі з відкритими ґрунтами висотою понад 50 метрів. Головну частину низини річки займають ліси. Назви вони мають за прізвищами своїх колишніх господарів — «Лемінкове», «Матющівщина», «Дякове», «Гукове», «Сухенкове» та інші. Тут ростуть вікові дуби, осики різних порід, в'язи, липи, верби, лісові груші і яблуні. З чагарників — жостір, чорноклен, терен, шипшина, глід, калина. Багато росте лікарських рослин: шафран, марена, конвалія, м'ята, чебрець, пижмо, хміль, щавель тощо.

## Історія
До 1941 року в хуторі налічувалося 58 колгоспних дворів. Усього на хуторі мешкало 238 осіб. Селяни мали великі родини.
У 1929—1930 роках у хуторі було організовано колгосп «Жовтень», який мав 661,8 га землі. Першим головою колгоспу обрали Василя Олексійовича Шелудька, який на той час повернувся із армії, проходив службу у Санкт-Петербурзі, був одруженим із росіянкою Дуняшою, як її називали односельці. Вони з дружиною, яка була дуже хворобливою, мали двох діточок — старшу доньку Тетяну та сина Петра.
12 червня 2020 року, в ході децентралізації, Говтвянська сільська рада Козельщинського району об'єднана з іншими сільськими радами у  Решетилівську міську громаду.
19 липня 2020 року, в результаті адміністративно-територіальної реформи та ліквідації Козельщинського району, село увійшло до складу Полтавського району.

## Туристична пам'ятка
Однією з найвідоміших місць поблизу села Плавні є висока скеля, під назвою Топиришки, що видніється за 1,5 км із села. За легендою, з цієї скелі було потоплено військо шведів у річку Псел. Тому і назва Топиришки походить від слова «топи вершки», тобто бойові головні убори воїнів-кіннотників.